# Grand Prix-wegrace van Spanje 1969
De Grand Prix-wegrace van Spanje 1969 was de eerste Grand Prix van wereldkampioenschap wegrace voor motorfietsen in het seizoen 1969. De races werden verreden op 4 mei 1969 op het Circuito Permanente del Jarama in Madrid. Alleen de soloklassen kwamen aan de start.

## Algemeen
De Spaanse Grand Prix, voor het eerst op het nieuwe, permanente circuit van Jarama, werd onder slechte weersomstandigheden verreden. Toen de 50cc-klasse 's morgens op negen uur het spits afbeet, waren er niet meer dan 100 toeschouwers. 

## 500cc-klasse
In Spanje maakte Giacomo Agostini het nog even spannend door een zeer slechte start. Angelo Bergamonti was met de Paton al bijna uit zicht toen de MV Agusta eindelijk aansloeg. Bergamonti werd opgejaagd door Kel Carruthers met een opgeboorde Aermacchi Ala d'Oro 350, tot die van de baan gleed. Door zijn val viel ook Agostini, die hem juist wilde inhalen, maar die kon zijn race weer vervolgen en reed ongeveer drie seconden per ronden sneller dan Bergamonti. Uiteindelijk had Ago aan de finish al meer dan een halve minuut voorsprong, terwijl Bergamonti nog net zijn tweede plaats kon vasthouden vóór Ginger Molloy (Bultaco). 
| Pos | Coureur           | Merk      | Tijd      | Punten |
| --- | ----------------- | --------- | --------- | ------ |
| 1   | Giacomo Agostini  | MV Agusta | 1:13"11'1 | 15     |
| 2   | Angelo Bergamonti | Paton     | +37'6     | 12     |
| 3   | Ginger Molloy     | Bultaco   | +52'5     | 10     |
| 4   | Gyula Marsovszky  | LinTo     | +1"39'7   | 8      |
| 5   | Godfrey Nash      | Norton    | +1"42'3   | 6      |
| 6   | Günter Fischer    | Matchless |           | 5      |
| 7   | Gilbert Argo      | Matchless |           | 4      |

| Coureur        | Merk      | Oorzaak    |
| -------------- | --------- | ---------- |
| Jack Findlay   | LinTo     | Ontsteking |
| Kel Carruthers | Aermacchi | Val        |
| John Burguess  | Norton    |            |
| Steve Ellis    | LinTo     |            |
| Keith Turner   | LinTo     |            |
| Bosse Granath  | Husqvarna |            |

| Coureur             | Merk                    | Oorzaak |
| ------------------- | ----------------------- | ------- |
| Peter Williams      | Matchless               |         |
| Karl Auer           | Matchless               |         |
| Werner Bergold      | Matchless               |         |
| Wolfgang Stropek    | MV Agusta               |         |
| John Dodds          | LinTo                   |         |
| Ross Hannan         | Norton                  |         |
| Terry Dennehy       | Drixton-Honda           |         |
| Bohumil Staša       | ČZ                      |         |
| Karl Hoppe          | Métisse-URS             |         |
| Paul Eickelberg     | Norton                  |         |
| Walter Scheimann    | Norton                  |         |
| Hannu Kuparinen     | Matchless               |         |
| Osmo Hansen         | Matchless               |         |
| Pentti Lehtelä      | Matchless               |         |
| André-Luc Appietto  | Paton                   |         |
| Alan Barnett        | Kirby-Métisse-Matchless |         |
| Alan Lawton         | Norton                  |         |
| Barry Scully        | Norton                  |         |
| Billie Nelson       | Paton                   |         |
| Dan Shorey          | Matchless               |         |
| Derek Woodman       | Seeley-Matchless        |         |
| John Trevor Findlay | Norton                  |         |
| John Williams       | Métisse-Matchless       |         |
| Lewis Young         | Matchless               |         |
| Malcolm Uphill      | Norton                  |         |
| Maurice Hawthorne   | Matchless               |         |
| Percy Tait          | Triumph                 |         |
| Peter Darvil        | Norton                  |         |
| Phil O'Brien        | Matchless               |         |
| Rob Fitton          | Norton                  |         |
| Ron Chandler        | Seeley-Matchless        |         |
| Selwyn Griffiths    | Matchless               |         |
| Steve Jolly         | Seeley-Matchless        |         |
| Steve Spencer       | Métisse-Matchless       |         |
| Tom Dickie          | Kuhn-Seeley-Matchless   |         |
| Brian Steenson      | Seeley-Matchless        |         |
| Alberto Pagani      | LinTo                   |         |
| Emanuele Maugliani  | Norton                  |         |
| Franco Trabalzini   | Paton                   |         |
| Gilberto Milani     | Aermacchi               |         |
| Paolo Campanelli    | Seeley-Matchless        |         |
| Silvano Bertarelli  | Paton                   |         |
| Theo Louwes         | Norton                  |         |
| Jack Lindh          | Seeley-Matchless        |         |
| Endel Kiisa         | Vostok                  |         |

## 350cc-klasse
Na de val van Renzo Pasolini (Benelli) in de 250cc-race in Spanje, waardoor hij de rest van de dag rust moest nemen, was de enige gevaarlijke concurrent van Giacomo Agostini met de MV Agusta weggevallen. Daarom bleef de nieuwe 350cc-zescilinder op stal. Agostini had inderdaad geen kind aan de concurrentie. Hij was duidelijk veel sneller dan de rest en won met 1 minuut en 39 seconden voorsprong op Kel Carruthers (Aermacchi) en Giuseppe Visenzi (Yamaha). Bill Ivy kreeg pech met zijn Jawa V4, die veel te heet werd en daardoor uitviel.

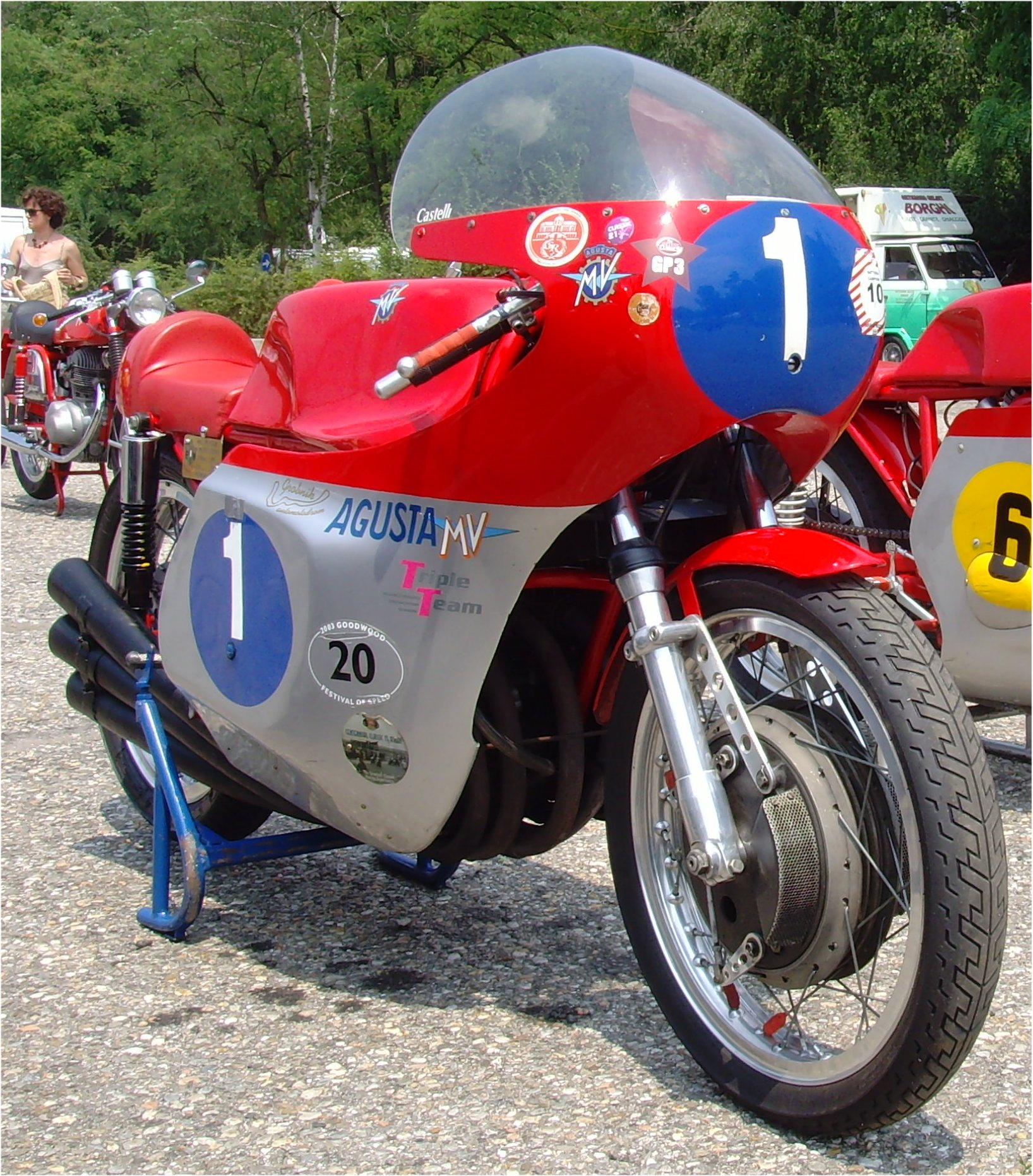
MV Agusta wilde voor de zekerheid deze nieuwe 350 zescilinder inzetten, maar zag daarvan af toen bleek dat Renzo Pasolini (Benelli 350 4C) niet zou starten.

| Pos | Coureur             | Merk              | Tijd      | Punten |
| --- | ------------------- | ----------------- | --------- | ------ |
| 1   | Giacomo Agostini    | MV Agusta         | 1:18"09'2 | 15     |
| 2   | Kel Carruthers      | Aermacchi         | +1"39'1   | 12     |
| 3   | Giuseppe Visenzi    | Yamaha            | +1"59'3   | 10     |
| 4   | Ginger Molloy       | Bultaco           |           | 8      |
| 5   | Jack Findlay        | Yamaha            |           | 6      |
| 6   | Herbert Denzler     | Aermacchi         |           | 5      |
| 7   | Adolf Ohligschläger | Yamaha            |           | 4      |
| 8   | Jerry Lancaster     | Drixton-Aermacchi |           | 3      |
| 9   | Günter Fischer      | Aermacchi         |           | 2      |
| 10  | Godfrey Nash        | Norton            |           | 1      |

| Coureur      | Merk   | Oorzaak |
| ------------ | ------ | ------- |
| Bill Ivy     | Jawa   | Koeling |
| Rodney Gould | Yamaha |         |

| Coureur        | Merk    | Oorzaak  |
| -------------- | ------- | -------- |
| Renzo Pasolini | Benelli | Blessure |

| Coureur             | Merk              |
| ------------------- | ----------------- |
| Brian Smith         | Aermacchi         |
| Ivar Sauter         | Aermacchi         |
| Bohumil Staša       | ČZ                |
| František Šťastný   | Jawa              |
| Karel Bojer         | ČZ                |
| Heinz Rosner        | MZ                |
| Karl Hoppe          | Yamaha            |
| Walter Scheimann    | Yamaha            |
| Hannu Kuparinen     | Yamaha            |
| Martti Pesonen      | Yamaha            |
| Bill Smith          | Honda             |
| Billie Guthrie      | Yamaha            |
| Billie McCosh       | Aermacchi         |
| Billie Nelson       | Aermacchi         |
| Brian Steenson      | Aermacchi         |
| Cecil Crawford      | Aermacchi         |
| Cliff Carr          | Yamaha            |
| Dave Degens         | Aermacchi         |
| Dave Simmonds       | Kawasaki          |
| Jim Curry           | Métisse-Aermacchi |
| John Trevor Findlay | Norton            |
| Lewis Young         | Aermacchi         |
| Maurice Hawthorne   | Métisse-Aermacchi |
| Mike Hatherill      | Aermacchi         |
| Phil Read           | Yamaha            |
| Rob Fitton          | Norton            |
| Roy Graham          | Aermacchi         |
| Selwyn Griffiths    | AJS               |
| Terry Grotefeld     | Yamaha            |
| Tom Dickie          | Seeley-AJS        |
| Tommy Robb          | Aermacchi         |
| Tony Rutter         | Yamaha            |
| János Drapál        | Aermacchi         |
| Bruno Spaggiari     | Ducati            |
| Gilberto Milani     | Aermacchi         |
| Silvano Bertarelli  | Aermacchi         |
| Silvio Grassetti    | Yamaha            |
| Jan Kostwinder      | Yamaha            |
| Leo Commu           | Yamaha            |
| Gordon Keith        | Yamaha            |
| Marty Lunde         | Yamaha            |

## 250cc-klasse
In de training van de 250cc-klasse in Spanje was gebleken dat Santiago Herrero met de simpele eencilinder Ossa een fractie sneller was dan Renzo Pasolini met de Benelli 250 4C-viercilinder. Herrero nam ook de leiding in de race, maar werd bijgehaald en na enkele ronden gepasseerd door Pasolini. Tijdens hun tweestrijd raakten de machines elkaar even waardoor Pasolini zijn motorfiets plat moest gooien om te voorkomen dat hij in de vangrail terechtkwam. Dat besliste de 250cc-race want Kent Andersson (Yamaha) had bij de finish 25 seconden achterstand en hij werd tweede vóór Börje Jansson die op 44 seconden derde werd met zijn Yamaha met Kawasaki-frame. Pasolini kon de rest van de dag niet meer starten.
| Pos | Coureur          | Merk            | Tijd      | Punten |
| --- | ---------------- | --------------- | --------- | ------ |
| 1   | Santiago Herrero | Ossa            | 1:17"09'6 | 15     |
| 2   | Kent Andersson   | Yamaha          | +24'9     | 12     |
| 3   | Börje Jansson    | Kawasaki-Yamaha | +43'5     | 10     |
| 4   | Martti Pesonen   | Yamaha          | +1"19'5   | 8      |
| 5   | Giuseppe Visenzi | Yamaha          | +2"02'2   | 6      |
| 6   | Heinz Rosner     | MZ              | +2"03'5   | 5      |
| 7   | Dieter Braun     | MZ              |           | 4      |
| 8   | Jerry Lancaster  | Yamaha          |           | 3      |

| Coureur        | Merk    | Oorzaak |
| -------------- | ------- | ------- |
| Renzo Pasolini | Benelli | Val     |

| Coureur           | Merk      |
| ----------------- | --------- |
| Heinz Kriwanek    | Suzuki    |
| Eric Hinton       | Yamaha    |
| Jack Findlay      | Yamaha    |
| Kel Carruthers    | Benelli   |
| Frank Perris      | Suzuki    |
| Gyula Marsovszky  | Yamaha    |
| František Šťastný | Jawa      |
| Karel Bojer       | ČZ        |
| Günter Bartusch   | MZ        |
| Klaus Huber       | Yamaha    |
| Lothar John       | Yamaha    |
| Reinhard Scholtis | Kawasaki  |
| Siegfried Lohmann | Suzuki    |
| Toni Gruber       | Yamaha    |
| Carlos Giró       | Ossa      |
| Matti Salonen     | Yamaha    |
| Pentti Korhonen   | Yamaha    |
| Teuvo Länsivuori  | Yamaha    |
| Christian Ravel   | Yamaha    |
| Jean Auréal       | Yamaha    |
| Billie Guthrie    | Yamaha    |
| Billie Nelson     | Yamaha    |
| Chas Mortimer     | Yamaha    |
| Dave Simmonds     | Kawasaki  |
| Derek Chatterton  | Yamaha    |
| Dick Pipes        | Yamaha    |
| Frank Whiteway    | Suzuki    |
| Ian Richards      | Yamaha    |
| John Ringwood     | Yamaha    |
| Mick Chatterton   | Yamaha    |
| Phil Read         | Benelli   |
| Ray McCullough    | Yamaha    |
| Rodney Gould      | Yamaha    |
| Stan Woods        | Yamaha    |
| Tony Rutter       | Yamaha    |
| László Szabó      | MZ        |
| Angelo Bergamonti | Aermacchi |
| Eugenio Lazzarini | Benelli   |
| Gilberto Parlotti | Benelli   |
| Silvio Grassetti  | Yamaha    |
| Walter Villa      | Villa     |
| Keith Turner      | Aermacchi |
| Gordon Keith      | Yamaha    |

## 125cc-klasse
In de eerste race in Spanje had Cees van Dongen met zijn ex- fabrieks-Suzuki RT 67 veel last in de trainingen gehad door schakelproblemen. Hij haalde 's avonds het blok uit elkaar en ontdekte bramen op enkele tandwielen die hij hierdoor tijdig kon repareren. Hij stond wel op de voorste startrij. Hij startte als snelste, maar werd al in de eerste ronde ingehaald door Salvador Cañellas, die onverwacht een ex-fabrieks-Yamaha RA 31 had gekregen. Hij viel echter in de tweede ronde al uit. Van Dongen liep daarna ver uit op de rest van het veld en won onbedreigd. Dit was de tweede Nederlandse overwinning van de dag (na Aalt Toersen in de 50cc-race). Kent Andersson (Maico) werd op bijna 1½ minuut tweede en Walter Villa (Moto Villa) werd derde. 
| Pos | Coureur         | Merk      | Tijd      | Punten |
| --- | --------------- | --------- | --------- | ------ |
| 1   | Cees van Dongen | Suzuki    | 1:07"41'5 | 15     |
| 2   | Kent Andersson  | Maico     | +1"21'9   | 12     |
| 3   | Walter Villa    | Villa     | +1"30'7   | 10     |
| 4   | Enrique Escuder | Bultaco   | +1"46'9   | 8      |
| 5   | Bruno Veigel    | Honda     | +1"48'2   | 6      |
| 6   | Kel Carruthers  | Aermacchi | +1 ronde  | 5      |
| 7   | Ginger Molloy   | Bultaco   | +3 ronden | 4      |
| 8   | Pertti Leinonen | Honda     | +3 ronden | 3      |
| 9   | Ramón Galí      | Bultaco   | +3 ronden | 2      |

| Coureur             | Merk     | Oorzaak |
| ------------------- | -------- | ------- |
| Barry Smith         | Derbi    |         |
| Brian Smith         | Derbi    |         |
| Herbert Denzler     | Honda    |         |
| Heinz Rosner        | MZ       |         |
| Dieter Braun        | Suzuki   |         |
| Horst Seel          | Onbekend |         |
| Ángel Nieto         | Derbi    |         |
| Francisco García    | Onbekend |         |
| José Medrano        | Onbekend |         |
| Juan Bordons        | Derbi    |         |
| Salvador Cañellas   | Yamaha   |         |
| Seppo Kangasniemi   | MZ       |         |
| Jerry Lancaster     | Honda    |         |
| Giovanni Lombardi   | Onbekend |         |
| Jean-Louis Pasquier | Bultaco  |         |
| Börje Jansson       | Maico    |         |
| Bosse Granath       | MZ       |         |

| Coureur               | Merk      |
| --------------------- | --------- |
| Heinz Kriwanek        | Rotax     |
| John Dodds            | Aermacchi |
| Jean Campiche         | Honda     |
| Eberhard Mahler       | MZ        |
| Friedhelm Kohlar      | MZ        |
| Günter Bartusch       | MZ        |
| Hartmut Bischoff      | MZ        |
| Thomas Heuschkel      | MZ        |
| Lothar John           | MZ        |
| Siegfried Lohmann     | MZ        |
| Walter Scheimann      | Villa     |
| Daniel Crivello       | Maico     |
| Jacques Roca          | Derbi     |
| Jean Auréal           | Yamaha    |
| Jean-François Chaffin | Villa     |
| Pierre Viura          | Maico     |
| Bob Coulter           | Bultaco   |
| Carl Ward             | Honda     |
| Charles Garner        | Bultaco   |
| Chas Mortimer         | Villa     |
| Dave Simmonds         | Kawasaki  |
| Gary Dickinson        | Honda     |
| Jim Curry             | Honda     |
| John Kiddie           | Honda     |
| John Shacklady        | Bultaco   |
| Steve Murray          | Honda     |
| Tom Loughridge        | Bultaco   |
| Tommy Robb            | Bultaco   |
| János Reisz           | MZ        |
| László Szabó          | MZ        |
| Francesco Villa       | Villa     |
| Giuseppe Mandolini    | Villa     |
| Silvano Bertarelli    | Aermacchi |
| Jan Huberts           | MZ        |
| Lous van Rijswijk jr. | Yamaha    |
| Ryszard Mankiewicz    | MZ        |

## 50cc-klasse
Al tijdens de training van de 50cc-klasse in Spanje was duidelijk dat drie rijders ver boven de rest uit staken: Aalt Toersen met de Van Veen-Kreidler, Barry Smith met de Derbi en Jan de Vries, ook met een Van Veen-Kreidler. Toersen startte als snelste in de natte race maar kreeg al snel gezelschap van Santiago Herrero (Derbi). De Vries kreeg al snel een grote achterstand maar lag toch nog derde, op kop van een flinke groep achtervolgers. Toersen en Herrero maakten er vijf ronden lang een spannende race van, maar toen viel Herrero. Smith wist op de tweede plaats te komen maar viel in zijn drang om Toersen te bereiken. Om de Spaanse eer te redden moest Ángel Nieto enorme risico's nemen. Hij wist de tweede plaats te bereiken. Jan de Vries reed op safe en hield de derde plaats vast. Paul Lodewijkx was toen al uitgevallen met een slecht lopende motor. Hij moest de Jamathi uit 1968 gebruiken omdat zijn nieuwe machine nog niet klaar was. Maar het Nederlandse succes was met drie podiumplaatsen enorm, vooral omdat de tribune op dat moment (tussen 9 en 10 uur 's ochtends) vrijwel uitsluitend bevolkt was door een honderdtal Nederlanders die met een chartervlucht, georganiseerd door het Motor Racing Team Nederland (MRTN) naar Jarama waren gekomen.
| Pos | Coureur               | Merk              | Tijd    | Punten |
| --- | --------------------- | ----------------- | ------- | ------ |
| 1   | Aalt Toersen          | Van Veen-Kreidler | 42"15'9 | 15     |
| 2   | Ángel Nieto           | Derbi             | +13'9   | 12     |
| 3   | Jan de Vries          | Van Veen-Kreidler | +16"    | 10     |
| 4   | Gilberto Parlotti     | Tomos             | +16'4   | 8      |
| 5   | Giovanni Lombardi     | Guazzoni          | +30'8   | 6      |
| 6   | Jakob Unterladstätter | KTM               |         | 5      |
| 7   | Herbert Denzler       | Kreidler          |         | 4      |
| 8   | Jean-Louis Pasquier   | Derbi             |         | 3      |
| 9   | Bruno Veigel          | Honda             |         | 2      |
| 10  | Juan Bordons          | Derbi             |         | 1      |

| Coureur          | Merk    | Oorzaak |
| ---------------- | ------- | ------- |
| Barry Smith      | Derbi   | Val     |
| Santiago Herrero | Derbi   | Val     |
| Paul Lodewijkx   | Jamathi |         |

| Coureur              | Merk          |
| -------------------- | ------------- |
| Gerhard Thurow       | Kreidler      |
| Ludwig Faßbender     | Kreidler      |
| Rudolf Kunz          | Kreidler      |
| Rudolf Schmälzle     | Kreidler      |
| Winfried Reinhard    | Reimo         |
| André Millard        | Kreidler      |
| Charly Dubois        | Kreidler      |
| Jacques Roca         | Derbi         |
| Arthur Lawn          | Honda         |
| Barrie Dickinson     | Garelli       |
| Chris Walpole        | Garelli       |
| Fran Redfern         | Honda         |
| Frank Whiteway       | Crooks-Suzuki |
| John Lawley          | Honda         |
| Luke Lawlor          | Derbi         |
| Stuart Aspin         | Meurs-Garelli |
| Eugenio Lazzarini    | Morbidelli    |
| Franco Ringhini      | Morbidelli    |
| Luigi Rinaudo        | Tomos         |
| Silvano Bertarelli   | Minarelli     |
| Cees van Dongen      | Kreidler      |
| Jan Huberts          | Kreidler      |
| Jos Schurgers        | Kreidler      |
| Martin Mijwaart      | Jamathi       |
| Adrijan Bernetic     | Tomos         |
| Anton Kralj          | Tomos         |
| Janko-Florijan Štefe | Tomos         |

1950 · 1951 · 1952 · 1953 · 1954 · 1955 · 1957 · 1958 · 1959 · 1960 · 1961 · 1962 · 1963 · 1964 · 1965 · 1966 · 1967 · 1968 · 1969 · 1970 · 1971 · 1972 · 1973 · 1974 · 1975 · 1976 · 1977 · 1978 · 1979 · 1980 · 1981 · 1982 · 1983 · 1984 · 1985 · 1986 · 1987 · 1988 · 1989 · 1990 · 1991 · 1992 · 1993 · 1994 · 1995 · 1996 · 1997 · 1998 · 1999 · 2000 · 2001 · 2002 · 2003 · 2004 · 2005 · 2006 · 2007 · 2008 · 2009 · 2010 · 2011 · 2012 · 2013 · 2014 · 2015 · 2016 · 2017 · 2018 · 2019 · 2020 · 2021 · 2022 · 2023 · 2024 · 2025